# Mace Moulton

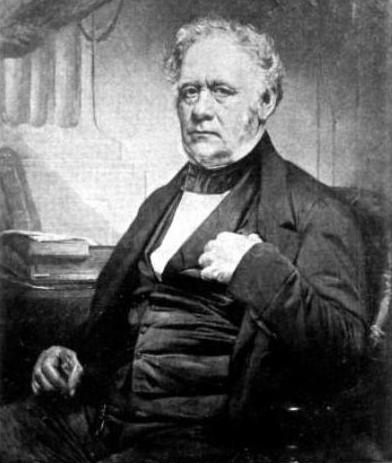
Mace Moulton

Mace Moulton (* 2. Mai 1796 in Concord, New Hampshire; † 5. Mai 1867 in Manchester, New Hampshire) war ein US-amerikanischer Politiker. Zwischen 1845 und 1847 vertrat er den Bundesstaat New Hampshire im US-Repräsentantenhaus.

## Werdegang
Mace Moulton besuchte die öffentlichen Schulen seiner Heimat. Danach arbeitete er als Zimmermann. Über 20 Jahre lang war er stellvertretender Polizeichef im Hillsborough County, ehe er ab 1840 selbst das Amt des Sheriffs übernahm.
Politisch war Moulton Mitglied der Demokratischen Partei. Bei den Kongresswahlen des Jahres 1844, die letztmals staatsweit abgehalten wurden, wurde er für das zweite Abgeordnetenmandat von New Hampshire in das US-Repräsentantenhaus in Washington, D.C. gewählt. Dort trat er am 4. März 1845 die Nachfolge von Edmund Burke an. Bis zum 3. März 1847 absolvierte Moulton nur eine Legislaturperiode im Kongress, die von den Ereignissen des Mexikanisch-Amerikanischen Krieges überschattet war.
Nach dem Ende seiner Zeit im Kongress war Moulton von 1848 bis 1849 Mitglied im Staatsrat von New Hampshire. Außerdem arbeitete er wieder als stellvertretender Polizeichef. Burke wurde Mitglied im Vorstand der Amoskeag Bank, gleichzeitig war er bis zu seinem Tod im Jahr 1867 Präsident der Amoskeag Savings Bank. Mace Moulton starb am 5. Mai 1867 in Manchester und wurde dort auch beigesetzt.